# Thomas Santos
Thomas Santos Christensen (født 10. oktober 1998) er en dansk fodboldspiller, der spiller for svenske IFK Göteborg som kantspiller.

## Eksterne links
- Thomas Santos på Fotbolltransfers.com
- #29 Thomas Santos